# 李禔 (唐朝)
李禔（?—?），唐朝皇子，是唐昭宗之子，生母不详。
《新唐书》中排序第十六位，在昭宗第十二子李祥后六位。天祐二年（905年）九月初十日，李禔被他哥哥唐昭宣帝封为颍王。其后事迹不详。